# Jaagzalm
De jaagzalm (Hoplias macrophthalmus) is een straalvinnige vissensoort uit de familie van de forelzalmen (Erythrinidae). De wetenschappelijke naam van de soort werd voor het eerst geldig gepubliceerd in 1907 door Jacques Pellegrin.

## Kenmerken
Deze roofvis heeft een gestrekt lichaam met een stompe snuit, grote ogen en een iets bolle buik zonder vetvin. De bovenkaak is bezet met 2 tot 3 paar grote hoektanden en een lange rij kegelvormige tanden.

## Leefwijze
Deze vissen hebben geen probleem met zuurstofarm water. 's Nachts verplaatsen ze zich ook wel via het land naar een ander watertje.

## Verspreiding en leefgebied
Deze soort komt voor in Midden- en Zuid-Amerika, ook op Trinidad.